# Li Haotong
Li Haotong (3 augustus 1995) is  een golfprofessional uit de provincie Hunan in de Volksrepubliek China.

## Amateur
Li speelde in 2010 en 2011 in het nationale team. Hij won negen gouden en zes zilveren medailles tijdens diverse Aziatische Spelen. Bij de 2011 One Asia Nashan Masters eindigde hij op de 21ste plaats. Hij werd dat jaar gekozen tot beste amateur van het jaar.

## Professional
Li werd eind 2011 op 16-jarige leeftijd professional. In 2012 speelde hij enkele toernooien op de OneAsia Tour en haalde hij de cut bij de BMW Masters. In 2013 werd hij 39ste in het Australisch PGA-kampioenschap en 5de in het PGA Kampioenschap van Nieuw-Zeeland. Hij staat onder contract bij Nike.

Zijn eerste grote overwinning behaalde hij in 2016 in eigen land. Met een score van -22 en een voorsprong van 3 slagen op Felipe Aguilar zette hij het China Open op zijn naam. Daarmee verwierf hij twee jaar speelrecht op de Europese Tour.

## Gewonnen
- 2016: China Open